# Nó orográfico
Un nó orográfico é o lugar onde se unem ou se cruzam duas serras ou cordilheiras.
- Nó de Paramillo, en Colombia,
- Nó de Santa Tecla, no Brasil.